# Ngh
Ngh – trójznak składający się z liter N, G i H. Występuje w języku wietnamskim. Pisana jest jedynie przed samogłoskami e, ê, i. Wymawiana jest tak samo jak dwuznak ng. W międzynarodowej transkrypcji fonetycznej IPA oznaczany jest symbolem [ŋ]. Brak jednak polskiego fonetycznego odpowiednika dla tego używanego przez nich trójznaku.